# Centropomus unionensis
Centropomus unionensis är en fiskart som beskrevs av Bocourt, 1868. Centropomus unionensis ingår i släktet Centropomus och familjen Centropomidae. IUCN kategoriserar arten globalt som livskraftig. Inga underarter finns listade i Catalogue of Life.